# Škoda 14TrSF

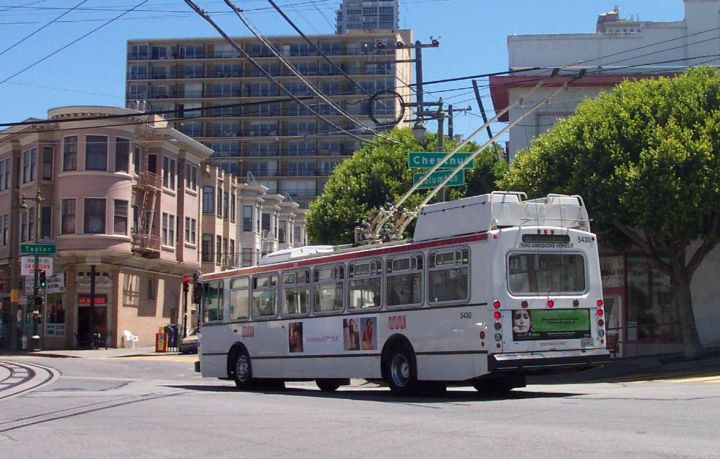
Pohled na zadní část trolejbusu 14TrSF

Škoda 14TrSF je modernizovaná exportní verze československého trolejbusu Škoda 14Tr. Tyto vozy, které byly vyráběny na přelomu 20. a 21. století, byly určeny pro San Francisco v americkém státě Kalifornie, kam byly dodány i kloubové vozy Škoda 15TrSF.

## Konstrukce a modernizační prvky
Obdobně jako produkce trolejbusů Škoda 14TrE probíhala i výroba vozů 14TrSF. Závod Škoda Ostrov vyrobil skelet vozidla, kompletace trolejbusu probíhala až ve firmě ETI Baltimore v USA. Tuto společnost založila Škoda společně s firmou AAI Baltimore právě pro účely kompletace trolejbusových karoserií určených pro americký trh. Výroba sériových trolejbusů 14TrSF zde probíhala od roku 2000.
Vůz 14TrSF konstrukčně vychází z klasického trolejbusu 14Tr. Byl upraven design vozidla (zejména předního a zadního čela), změněn byl i interiér (v přední části trolejbusu jsou umělohmotné sedačky umístěny podélně, v zadní příčně), byla upravena i elektrická výzbroj. Rozdíl je také v počtu dveří; dvoukřídlé skládací dveře jsou pouze dvoje (přední a střední).

## Prototypy
Vznikly celkem tři prototypy trolejbusu 14TrSF. V roce 1998 byl vyroben první prototyp, který byl jako jediný vůz tohoto typu kompletně vyroben v Ostrově. Nejprve byl zkoušen u výrobce, později byl odstaven, v době ukončení výroby trolejbusů v Ostrově v roce 2004 se stále nacházel v hale Škody.

## Dodávky trolejbusů
V letech 1998 až 2003 bylo vyrobeno celkem 241 vozů 14TrSF.
| Současný stát | Město         | Článek | Typ    | Roky dodávek | Počet vozů | Evidenční čísla při dodání | Poznámky | Zdroj       |
| ------------- | ------------- | ------ | ------ | ------------ | ---------- | -------------------------- | -------- | ----------- |
| Česko         | Škoda Ostrov  | —      | 14TrSF | 1998         | 1          | —                          | prototyp | [ 3 ]       |
| USA           | San Francisco | článek | 14TrSF | 2001–2004    | 240        | 5401–5640                  |          | [ 4 ] [ 5 ] |

Množství vozů 14TrSF bylo vyřazeno v letech 2016 (tehdy byly vyřazeny i všechny kloubové trolejbusy 15TrSF) a 2017. V létě 2019 dopravce disponoval ještě 46 provozními kusy 14TrSF, z nichž ale byla pravidelně vypravována jen asi desítka vozidel. Všechny měly být vyřazeny v únoru 2020, vzhledem k úspěšným dodávkám nových trolejbusů ale byly vozy 14TrSF definitivně vyřazeny již v září 2019.

## Historické vozy
| Původní provoz | Evidenční číslo | Současný majitel                     | Typ    | Rok výroby | Historický od roku | Poznámky | Zdroj |
| -------------- | --------------- | ------------------------------------ | ------ | ---------- | ------------------ | -------- | ----- |
| San Francisco  | 5538            | San Francisco MUNI (dopravní podnik) | 14TrSF | 2002       | 2019               |          | [ 7 ] |